# Nepalese Arbeiders- en Boerenpartij
De Nepalese Arbeiders- en Boerenpartij (Nepalees: नेपाल मजदुर किसान पार्ती) is een communistische politieke partij in Nepal. De partij is 1976 opgericht als een fusie van de Rohit Samuha, Proletarian Revolutionary Organisation, Nepal en de Kisan Samiti.
De leider van de partij is Narayan Man Bijukchhe ('Comrade Rohit'). De jongerenorganisatie gelieerd aan de partij is de Nepal Revolutionary Youth Union.
In parlementsverkiezingen van 1999 kreeg de partij 48.685 stemmen (0,41%, 1 zetel).